# Europa Universalis III

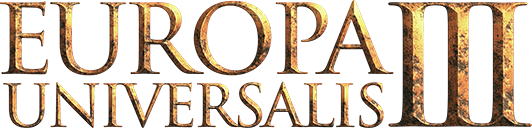
Logo do Europa Universalis 3.

Europa Universalis III (EUIII) é um jogo de estratégia da série Europa Universalis, publicado pela Paradox Interactive. O jogo tem múltiplos reviews.
O jogo começa em 1453 justamente depois da Queda de Constantinopla e continua até 1793, passado o início da Revolução Francesa. O jogador controla uma nação e comanda os aspectos relacionados com a guerra, a diplomacia, comércio e a economia.
EUIII tem uma engine gráfica 3D que requer que o sistema cumpra com a especificação Pixel Shader 2.0. O mapa tem 1.700 territórios terrestres e marinhos que englobam o mundo inteiro, com um total de 250 nações históricas com as que se pode jogar. Este jogo também usa elementos de outros jogos da Paradox, como Crusader Kings, Victoria e Hearts of Iron.

## Principais características
- Os jogadores podem desfrutar de 300 anos de jogo podendo começar em qualquer data entre 30 de maio de 1453 (Queda de Constantinopla) e Janeiro de 1793.
- Flexibilidade na hora de construir sua Nação: decide sua forma de governo, a estrutura de sua sociedade, as políticas comerciais e muito mais. As possibilidades são infinitas.
- Os jogadores podem realizar 'idéias nacionais' para comandar o rumo de sua nação em direções diferentes.
- Os grandes personagens e personalidades do passado estão a sua disposição para lhe ajudar, como Isaac Newton, Wolfgang Amadeus Mozart ou o René Descartes como conselheiros na sua corte.
- Um mapa topográfico em três dimensões permite visualizar a totalidade dos territórios do planeta, e contém mais de 1700 províncias terrestres e áreas marítimas.
- Os jogadores podem escolher entre 250 países que existiram originalmente ao longo do período histórico em que se passa o jogo.
- Aparecem 4000 monarcas diferentes, assim como 1000 personagens mais.
- Estão disponíveis mais de 100 unidades militares.
- No modo multijogador cooperativo vários jogadores trabalham em conjunto para controlar uma única nação.